# Emmalyn Estrada
Emmalyn Estrada, även känd under artistnamnet Emmalyn, född 5 april 1992 i Surrey i utkanten av Vancouver i British Columbia, är en kanadensisk sångerska, låtskrivare, skådespelerska och dansare med filippinska rötter. Hennes första singel, "Get Down" hamnade på plats 88 på Billboards låtlista Canadian Hot 100 den 29 augusti 2009. Därefter hamnade låten på plats 59 den 31 oktober samma år.
Estrada var medlem i tjejgruppen G.R.L. från starten 2012 till 2015.